# Bata (Konzern)

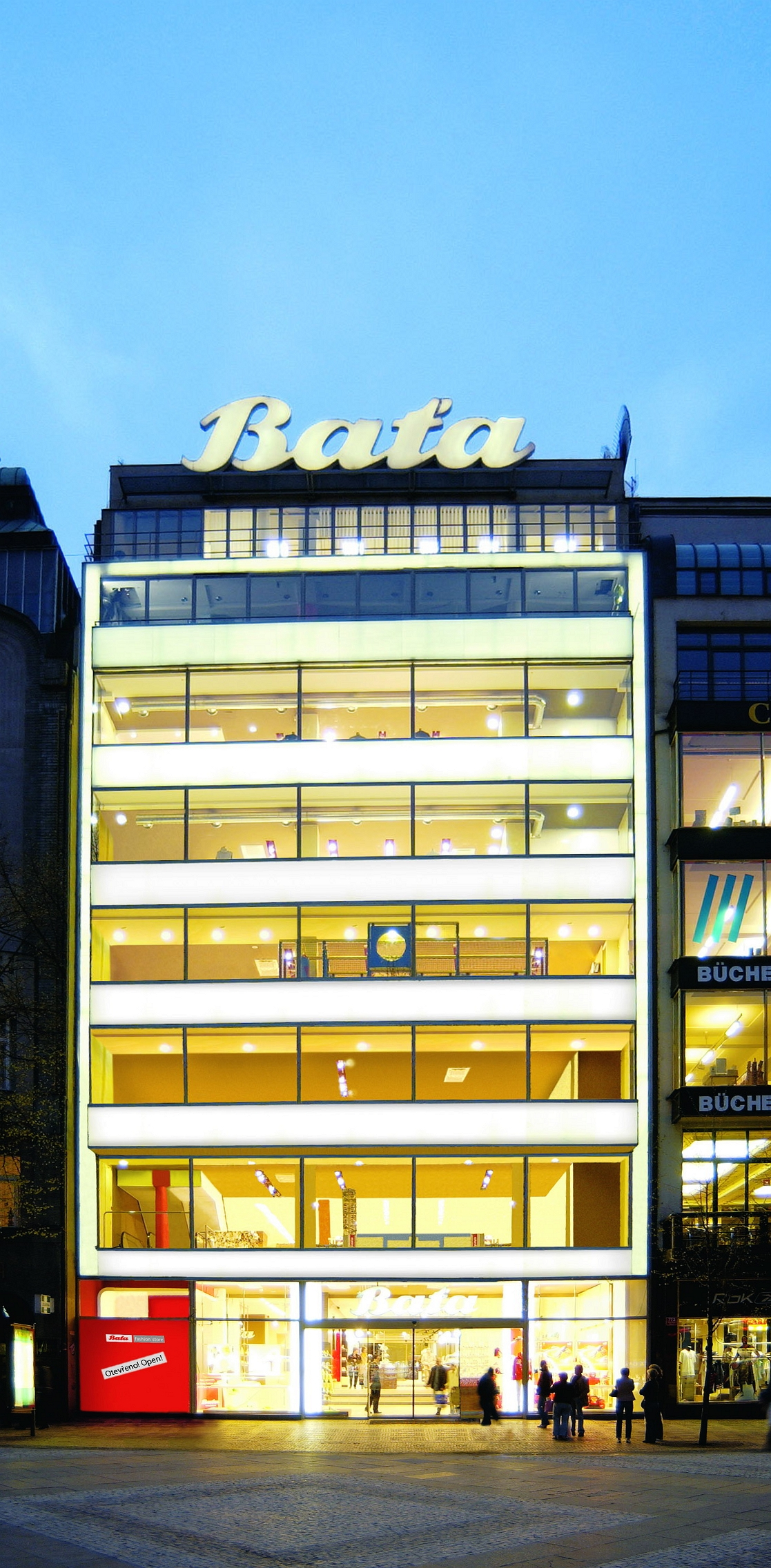
Baťa-Gebäude (1929 von Ludvík Kysela erbaut) am Wenzelsplatz in Prag (2005)

Bata (tschechische Originalschreibweise Baťa [ˈbatʲa]) ist ein 1894 in Mähren gegründetes, heute international agierendes Schuhunternehmen in Familienbesitz. Der Konzern ist weltweit in rund 70 Ländern mit 5.300 Schuhläden und 21 Produktionsstätten vertreten, mit Indien und Italien als umsatzstärksten Märkten.

## Geschichte

### Anfänge

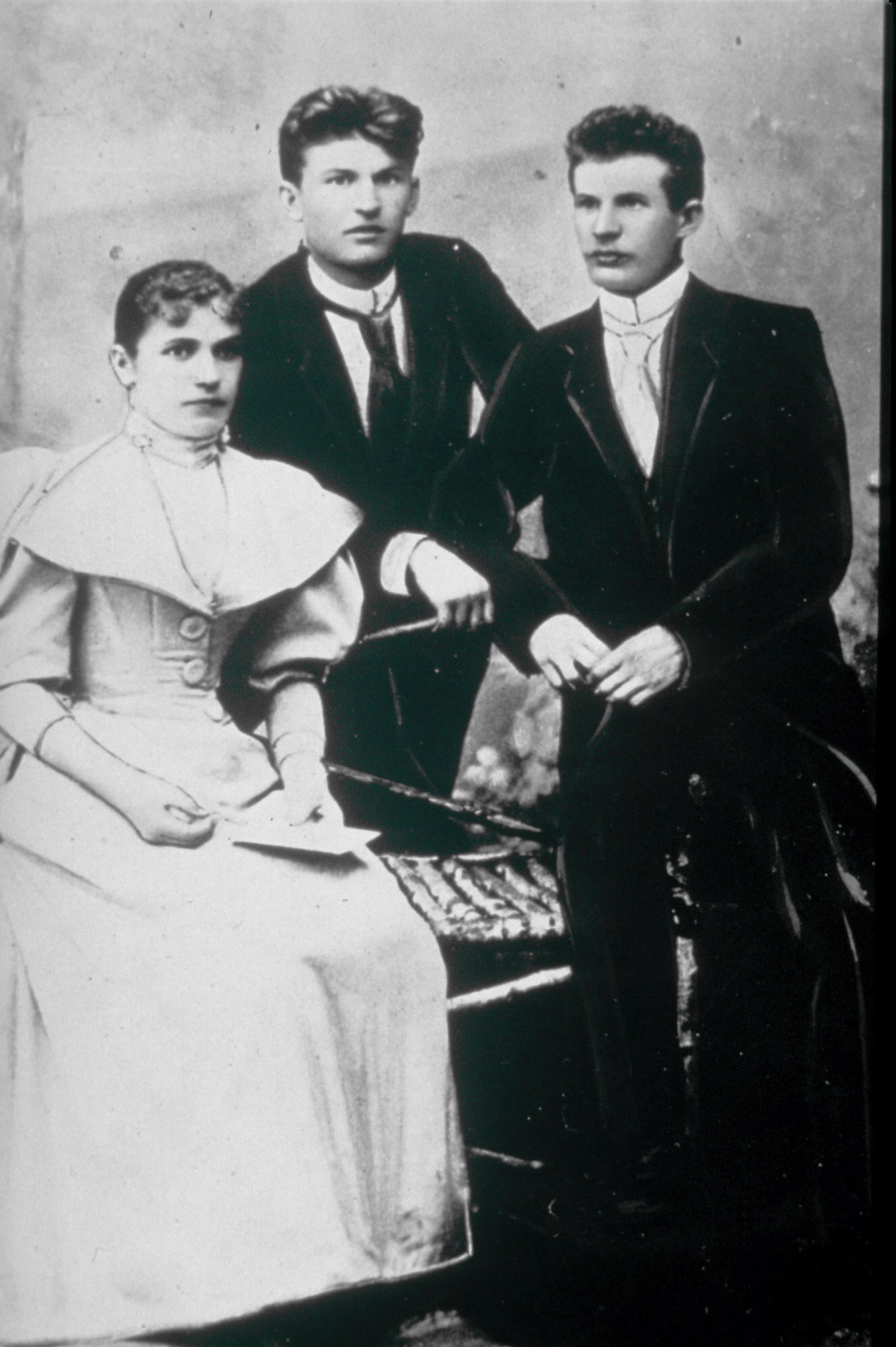
Anna, Tomáš und Antonín Baťa, 1894

Die Schuhfabrik Baťa wurde als T. & A. Baťa am 24. August 1894 durch Tomáš Baťa und seine Geschwister Antonín (1874–1908) und Anna (1872–1936) in Zlín gegründet, das damals zu Österreich-Ungarn gehörte. Anna führte bis zu ihrer Heirat 1898 die Bücher. Nach Antoníns Tod 1908 übernahm Tomáš das Unternehmen.
Nach einem Aufenthalt in Massachusetts, dem damaligen Zentrum der maschinellen Schuhproduktion, stellte Tomáš Baťa den eigenen Betrieb ebenfalls auf Maschinen um und revolutionierte mit der erstmaligen Belieferung des Einzelhandels die Schuhherstellung in Europa, die zuvor meist auf kleine Einmann-Werkstätten beschränkt gewesen war.
1909 begann das Unternehmen mit dem Export seiner Produkte und expandierte innerhalb weniger Jahre nach Europa, Nordamerika, Asien und Nordafrika. Baťa war eines der wenigen Unternehmen, das während des Ersten Weltkriegs den rasch angestiegenen Bedarf an Militärstiefeln befriedigen konnte. Die Fabriken im Ausland wurden so organisiert, dass sie unabhängig vom Mutterhaus operieren und sich so auf die Marktbedürfnisse in den einzelnen Ländern einstellen konnten.

### Baťas internationale Expansion

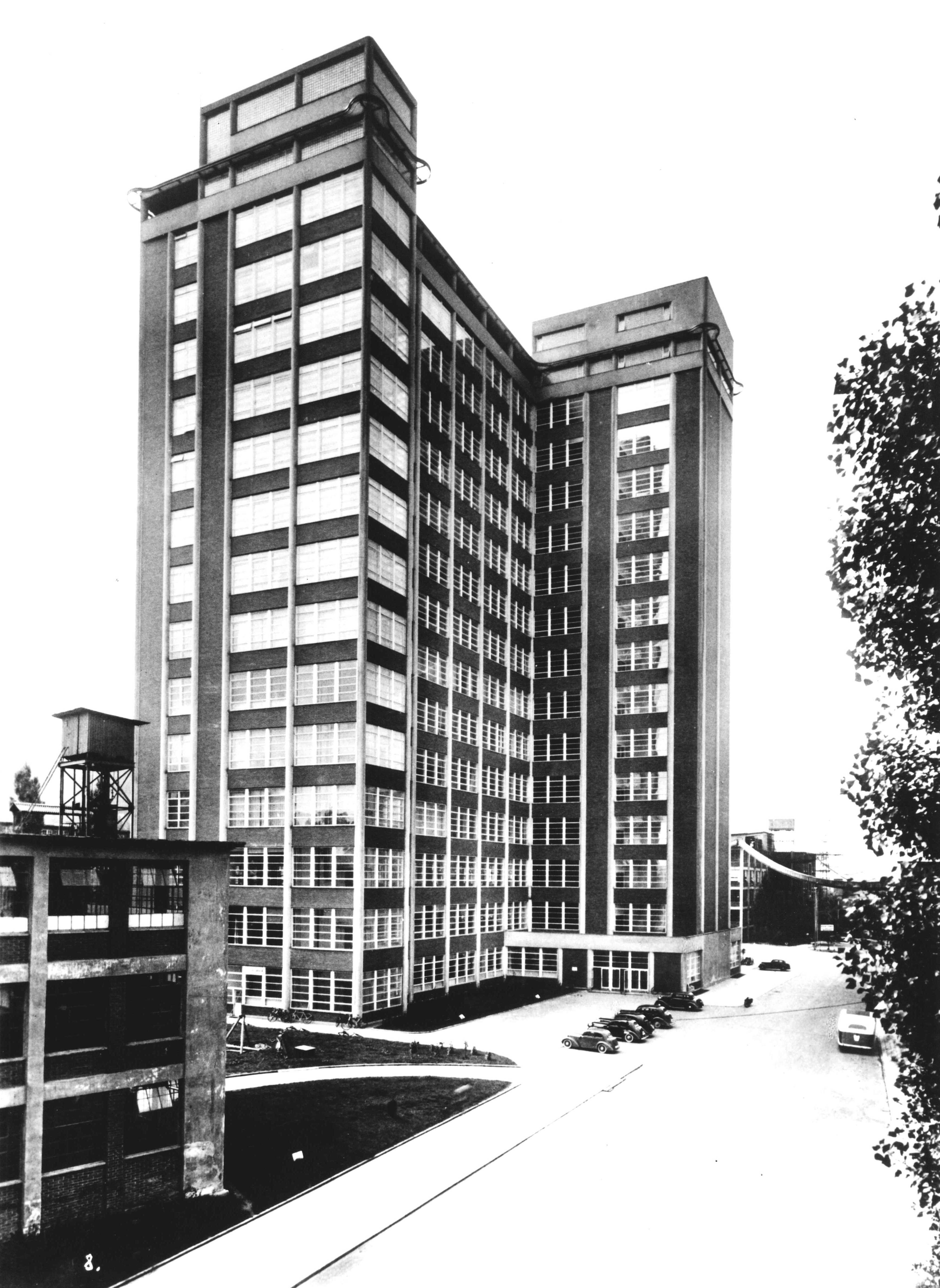
Baťa-Zentrale in Zlín, 1934

Der rasch wachsende Konzern expandierte seit 1930 international und stieg nach Überstehen der Weltwirtschaftskrise zum Weltmarktführer auf. 1931 wurde die Firma in BAŤA, akciová společnost umbenannt. Zu den zahlreichen Ausgründungen im Ausland gehörten unter anderen die Tochtergesellschaften Deutsche Schuh-Aktiengesellschaft Baťa in Ottmuth an der Oder (heute Otmęt, Polen) und Tvornika Bata im jugoslawischen Vukovar (beide 1931) sowie die Zambia Bata Shoe Company (1937).

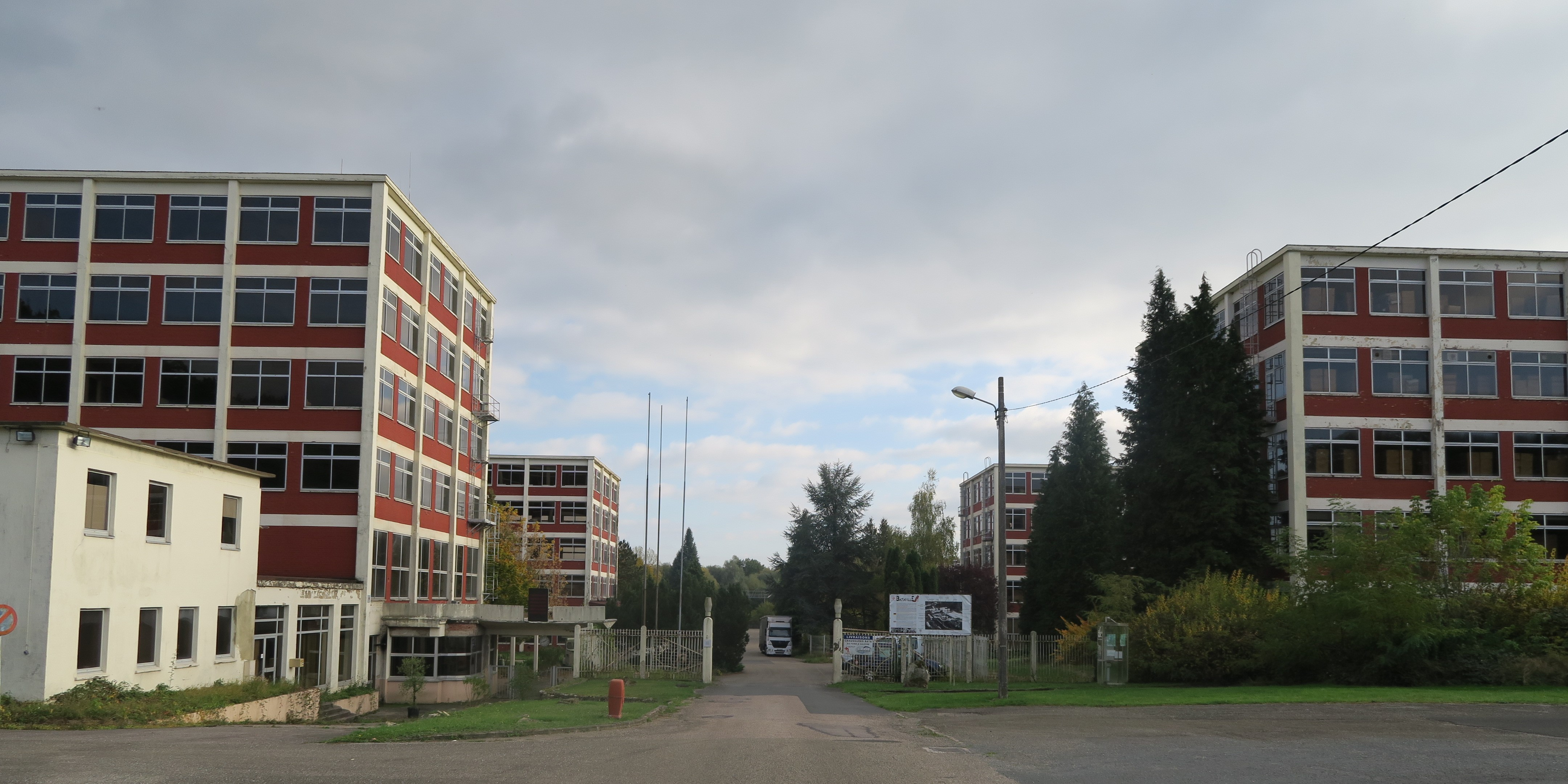
Bataville, Frankreich (2016)

Baťa ließ rund um die Fabriken eigene Siedlungen und Kaufhäuser für die Arbeiter errichten, die stark isoliert waren, und sorgte für Schulbildung und Wohlfahrtseinrichtungen. Der Konzern war für seine dichte Überwachung der Arbeiter nicht nur in der Fabrik, sondern auch im Alltag bekannt. Zu den von der modernen funktionalistischen Architektur geprägten Siedlungen der ausländischen Produktionsstätten zählen:
- Batadorp bei Best in den Niederlanden
- Baťovany in der Slowakei
- Baťov (heute der Stadtteil Bahňák von Otrokovice) in Tschechien
- Batawa bei Quinte West in Kanada
- Bataville in Frankreich
- Bata Park in der Schweiz
- East Tilbury in Thurrock in Großbritannien
- Batanagar in Indien[8]
- Bata-ville in Kroatien

1932 starb Tomáš Baťa bei einem Flugzeugabsturz und sein Halbbruder Jan Antonín Baťa wurde Konzernchef. 1939 wurde die 15-stöckige Baťa-Zentrale in Zlín fertiggestellt.

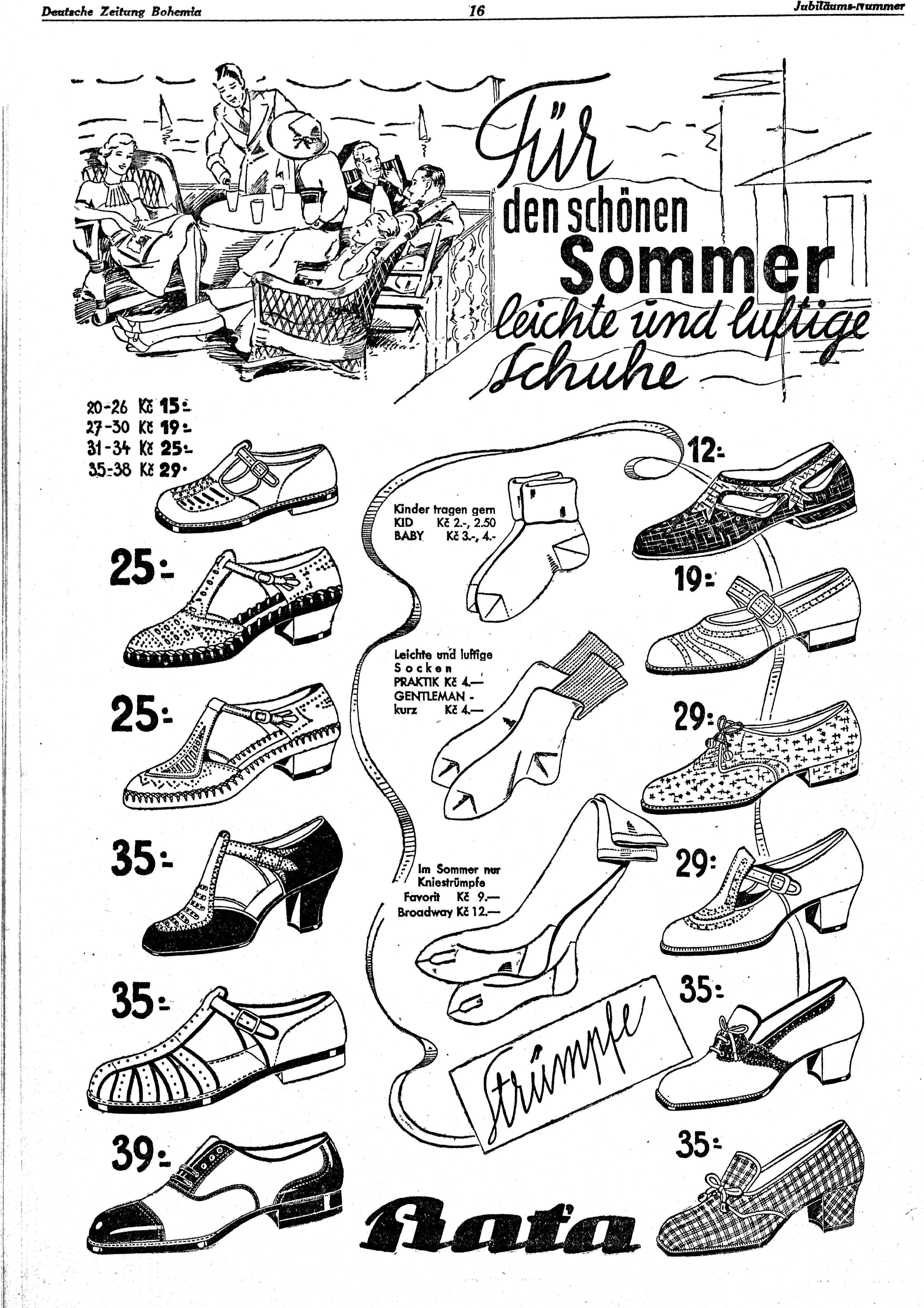
Bata-Werbung in der Zeitung Bohemia, 1937

Die Tschechoslowakei war bis zur Okkupation durch das Deutsche Reich im Jahr 1939 das Zentrum der Konzernaktivitäten. Neben Schuhen produzierte Baťa unter anderem auch Reifen der Marke Barum (BA in Barum steht für Baťa), Spielzeug und Plastikfasern. Während des Zweiten Weltkriegs profitierten mehrere Bata-Fabriken von Zwangsarbeit: So wurde ein Außenlager von Auschwitz-Birkenau 1942 in Chelmek für Bata eingerichtet und in Radom wurden seit 1941 über 800 Personen zur Arbeit gezwungen.
Nach der Zerschlagung der Tschechoslowakei am 15. März 1939 wurde Jan Antonín Baťa verhaftet, jedoch bald entlassen. Er flüchtete mit seiner Familie. Nach einem kurzen Aufenthalt in den USA ließen sie sich in Brasilien nieder. Er baute den Konzern aus den ausländischen Teilen neu auf. Jan Antonín Baťa gründete auch mehrere Städte, unter ihnen Batayporã, Bataguassu, Batatuba, Anaurilândia und Mariápolis.
1945 wurde der tschechoslowakische Konzernteil verstaatlicht. Zu diesem Zweck wurde ein Schauprozess veranstaltet, in dem aber das Gericht den der Kollaboration mit den Nationalsozialisten beschuldigten Konzernchef Jan Antonín Baťa vollumfänglich freisprach. So mussten schnell zwei andere „Schuldbeweise“ konstruiert werden, die zur „Verurteilung“ führten.
Das Unternehmen erhielt den Namen Svit (dt.: Lichtschein). Die kommunistische Regierung versuchte, sämtliche Erinnerungen an Tomáš und Jan Antonín Baťa und ihre Errungenschaften zu unterdrücken. Die Baťas wurden als rücksichtslose Kapitalisten dargestellt, die für höhere Profite ihre Arbeiter ausgebeutet hatten. Das Stammhaus in Zlín trat bis zum Bankrott unter dem Namen Svit a.s. als Konkurrent von Baťa auf.

### Internationaler Neubeginn
Der Sohn Tomáš Baťas, Tomáš Jan Baťa bzw. Thomas J. Bata (1914–2008), fing bereits während des Zweiten Weltkrieges mit eigener Geschäftstätigkeit in Kanada an. Eigentlich hätte er die dortige Filiale leiten sollen. Während und nach dem Zweiten Weltkrieg war die Familie jahrzehntelang in langwierige, auch gerichtliche Streitereien um das Unternehmenserbe verstrickt. Jan Antonín Baťa starb 1965 und Thomas J. Bata baute den Baťa-Konzern aus.
Nach der Samtenen Revolution 1989 besuchte Thomas J. Bata die Tschechoslowakei. Im Dezember wurde ihm von der Bevölkerung und der Regierung ein warmer Empfang bereitet. Er verhandelte über eine Restitution. Allerdings konnte er die verstaatlichten Teile nicht in den Konzern übernehmen, er kaufte einige der Reste des ursprünglichen Unternehmens zurück. Er gründete die Baťa a.s., diesmal vor allem als eine Vertriebsorganisation der inzwischen in Billiglohnländern hergestellten Produkte. Sie übernahm nur eine Produktionsstätte, eine 1970 erbaute Fabrik in Dolní Němčí. Sie ist heute die einzige verbliebene Fabrik in Europa, die übrige Produktion erfolgt in Ostasien und Afrika. In den 2010er Jahren schloss Bata unter dem Druck des Onlinehandels zahlreiche Filialen in Frankreich und der Schweiz.
Von 1984 bis Anfang der 1990er Jahre und erneut von 2001 bis 2008 führte Thomas George Bata (* 1949), Sohn von Thomas J. Bata, als CEO das Unternehmen, bis 2015 stand er dem Unternehmen als Präsident vor. 2016 wurde Alexis Nasard, zuvor bei Heineken, zum CEO ernannt. Die Position des Präsidenten wurde durch einen siebenköpfigen Vorstand ersetzt, der aus vier Externen und drei Familienmitgliedern besteht. Daneben gibt es einen inoffiziellen Familienrat, der sich zwei bis drei Mal im Jahr trifft. Ab 2011 übernahm Thomas Archer Bata (* 1988), Sohn von Thomas George Bata, verschiedene Positionen im Unternehmen, unter anderem als Vorstandsmitglied. 2020 wurde Sandeep Kataria CEO des Konzerns, er hatte diese Position vorher bei Bata India inne.

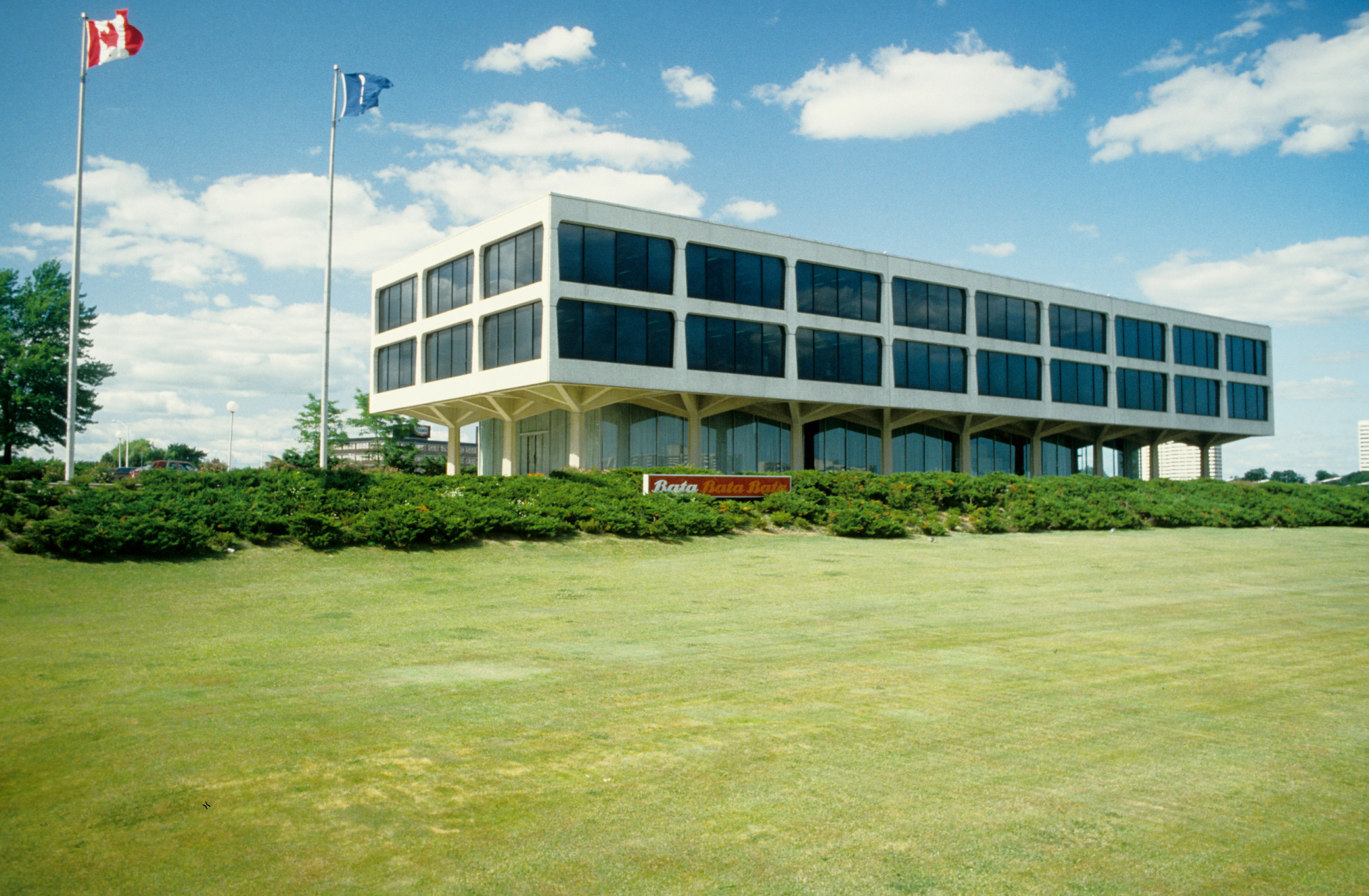
Bata Shoes Head Office in Toronto, 2000

## Bata in Gesellschaft und Kultur
Die Baťa-Familie und der Konzern engagieren sich sozial, unter anderem durch die Thomas Bata Foundation. In Toronto steht das Bata Shoe Museum. Thomas J. Bata unterstützte die Trent University in Peterborough, die dortige Universitätsbibliothek wurde nach ihm „Thomas J. Bata Library“ benannt. Die aus mehreren Vorgängerinstitutionen gebildete Universität in Zlín firmiert seit 2001 als Tomáš-Baťa-Universität.
In seinem 1933 publizierten Roman Botostroj (übersetzt: Die Schuhmaschine, dt. Der Chef: Roman, Dresden 1953) nahm der ehemalige Bata-Angestellte Svatopluk Turek Anleihen bei den damaligen sozialen Verhältnissen in den Bata-Werken und beschrieb den Fabrikchef als Diktator, der seinen Reichtum der Ausbeutung der jungen Arbeiterinnen und Arbeiter verdankt.
In ihrem 2017 erschienenen Roman S Baťou v džungli (dt. Mit Baťa im Dschungel, 2020) erzählt Markéta Pilátová die Geschichte von Jan Antonín Baťa, dessen Töchtern Ludmila und Edita sowie seinen wirtschaftlichen und sozialen Aktivitäten in Brasilien ab 1938.

### Ausstellungen und Filme
- seit 2013: Das Bat'a-Prinzip: Heute Fantasie, morgen Realität, Muzeum jihovýchodní Moravy ve Zlíně (MJVM), Zlín
- 2011: City Inc. Bata Cities – Corporate Towns, Bauhaus Dessau[21]
- 2005: Bata-ville: We Are Not Afraid of the Future, Dokumentarfilm von Karen Guthrie und Nina Pope[22]